# 이은결
이은결(Lee Eungyeol 또는 EG. Lee, 1981년 10월 2일 ~ )은 대한민국의 마술사, 일루저니스트다. 그는 대한민국 해군 사병으로 복무하였다.

## 생애
이은결은 1996년에 처음으로 마술을 시작해 2001년에 한국인으로는 처음으로 월드매직세미나재팬이라는 국제마술대회에 출전하여 그랑프리를 거머쥐며 두각을 나타냈으며 이후 계속되는 대규모의 국제 마술 대회에서 연이어 우승하면서 그 실력을 세계에 인정받는 마술사로 성장하며 세계의 한국 마술의 위상을 높혔다. 또한 기존의 마술쇼에서 벗어나 매직콘서트라는 브랜드와 장르를 선보이며 대한민국에 마술 붐을 일으켰다. 강력한 카리스마와 깔끔한 무대 매너, 현란하고 빠른 손놀림으로 한국에 마술 붐을 일으키고 기존의 ‘마술쇼’에서 벗어나 '매직− 콘서트’라는 브랜드를 처음 만들며 공연계에 매직콘서트라는 장르까지 탄생시킨 장본인이며 2001년도에 개발한 마술 프로포즈인 연인이벤트는 마술공연에 빠질 수 없을 정도로 영향력이 크다. 그는 벌써 마술 입문 19년 차로 모든 콘서트 및 전국투어를 성공시키며 공연계에서 인정받는 연기자이자, 마술사로 자리매김 했으며 또한 한국에선 전무했던 대형마술을 끊임없이 개발하고 들여오며 한국에서 최다 보유, 아시아에서도 독보적인 위치에 있어 한국에 대형마술 문화를 정착시키기에 이르렀다. 또한 코믹한 마술과 마술을 극화 시킨 스토리 매직으로 마술의 또 다른 장을 열었고, 다른 장르와의 코웍(co-work)으로 마술장르의 새로운 시도를 하고 있으며, 국내에 전무했던 그림자 퍼포먼스를 2001년부터 꾸준히 공연하며 비주류문화를 선도하는 선구자 역할을 똑똑히 하고 있다.
2006년에는 한국최초로 〈매직체험전〉을 열어 마술의 대중화에 한발 더 다가갔으며 2010년 신예마술사들로 구성된 마술사팀인 이스케이프를 런칭하여 마술이 가진 개인 퍼포먼스에 대한 한계에서 벗어나 팀 퍼포먼스의 역량과 가능성을 입증해 보였다.

## 학력
- 서울신천초등학교
- 잠신중학교
- 현대고등학교
- 동아방송예술대학 방송연예과
- 경운대학교 신문방송학과

## 경력
- I.B.M(국제 마술협회) 정회원
- S.A.M(미국 마술협회) 정회원
- 2002년 한국어린이보호재단 어린이수호천사장[2]
- 2004년 한국의 미래 열어갈 100인에 선정[3]
- 2004년 한국우주정보소년단 홍보대사[4]
- 2005년 EBS 설문 조사 결과, 어린이들이 꿈과 희망을 키워가는데 가장 본이 될 만한 인물로 선정
- 2005년 한국교육개발원[KEDI] 조사, 가장 만나고 싶은 인물 5위에 선정[5]
- 2006년 고려대학교의료원 명예홍보대사
- 2006년 한국주재 라스베이거스 관광 명예홍보대사
- 2009년 이천시 홍보대사
- 2010년 서울시자원봉사센터 홍보대사

## 공연 목록

### 국내 공연
단독 공연
| 연도   | 타이틀                            | 공연일정                           | 장소                                        |
| ------ | --------------------------------- | ---------------------------------- | ------------------------------------------- |
| 2003년 | 이은결과 함께하는 매직쇼          | 2003년 11월 8일                    | 인천 서구문화회관 대공연장                  |
| 2003년 | 이은결의 매직콘서트               | 2003년 12월 20일 ~ 2004년 1월 4일  | 코엑스 그랜드 컨퍼런스룸                    |
| 2003년 | 이은결의 크리스마스 매직콘서트    | 2003년 12월 24일 ~ 25일            | 코엑스 그랜드 컨퍼런스룸                    |
| 2004년 | 이은결의 매직 콘서트 ~앵콜공연    | 2004년 2월 13일 ~ 15일             | 코엑스 그랜드 컨퍼런스룸                    |
| 2004년 | 이은결의 매직 콘서트              | 2004년 1월 31일 ~ 2월 1일          | 부산 시민회관 대강당                        |
| 2004년 | 이은결의 매직 콘서트              | 2004년 2월 7일 ~ 8일               | 울산 현대예술관                             |
| 2004년 | 이은결의 매직 콘서트              | 2004년 2월 28일 ~ 29일             | 광주 문화예술회관                           |
| 2004년 | 이은결의 매직 콘서트              | 2004년 3월 6일 ~ 7일               | 대구 대구시민회관 대강당                    |
| 2004년 | 이은결의 매직 콘서트              | 2004년 3월 20일 ~ 21일             | 수원 경기도문화예술회관 대극장              |
| 2004년 | 이은결의 매직 콘서트              | 2004년 3월 27일 ~ 28일             | 전주 한국소리문화의전당 모악당              |
| 2004년 | KBS 추석특집 이은결의 매직 콘서트 | 2004년 9월 22일                    | KBS 신관 공개홀(TS-15)                      |
| 2005년 | Magic on Stage                    | 2005년 4월 29일 ~ 30일             | 충무아트홀 대극장                           |
| 2005년 | Magic on Stage                    | 2005년 5월 4일 ~ 8일               | 코엑스 오디토리움                           |
| 2005년 | Magic on Stage                    | 2005년 5월 14일 ~ 15일             | 부산 부산시민회관대강당                     |
| 2005년 | Magic on Stage                    | 2005년 11월 6일                    | 안산 안산문화예술의전당 해돋이극장          |
| 2005년 | In Dreams                         | 2005년 12월 12일 ~ 2006년 1월 1일  | 한전아트센터                                |
| 2006년 | In Dreams                         | 2006년 1월 14일                    | 수원 경기도문화의전당 대공연장              |
| 2006년 | In Dreams                         | 2006년 2월 5일                     | 인천 인천종합문화예술회관 대공연장          |
| 2006년 | In Dreams                         | 2006년 2월 18일                    | 대구 대구시민회관 대극장                    |
| 2006년 | In Dreams                         | 2006년 3월 4일                     | 대전 충남대학교 정심화홀                    |
| 2006년 | THE 이은결                        | 2006년 12월 22일 ~ 2007년 1월 14일 | 한전아트센터                                |
| 2007년 | THE 이은결                        | 2007년 2월 18일 ~ 19일             | 부산 KBS홀                                  |
| 2007년 | THE 이은결                        | 2007년 2월 24일 ~ 25일             | 인천 인천종합문화예술회관 대공연장          |
| 2007년 | THE 이은결                        | 2007년 3월 3일 ~ 4일               | 울산 울산문화예술회관                       |
| 2007년 | THE 이은결                        | 2007년 3월 10일 ~ 11일             | 대구 시민회관 대극장                        |
| 2007년 | THE 이은결                        | 2007년 3월 17일 ~ 18일             | 대전 충남대 정심화홀                        |
| 2007년 | MAGIC V SHOW                      | 2007년 4월 20일 ~ 22일             | 창원 성산아트홀                             |
| 2007년 | MAGIC V SHOW                      | 2007년 4월 26일 ~ 29일             | 충무아트홀 대극장                           |
| 2007년 | MAGIC V SHOW                      | 2007년 5월 12일 ~ 13일             | 광주문화예술회관 대극장                     |
| 2010년 | AGAIN MAGIC V SHOW                | 2010년 4월 24일 ~ 25일             | 인천 인천종합문화예술회관 대공연장          |
| 2010년 | AGAIN MAGIC V SHOW                | 2010년 5월 8일 ~ 9일               | 여수 여수시민회관                           |
| 2010년 | AGAIN MAGIC V SHOW                | 2010년 5월 22일 ~ 23일             | 수원 경기도문화의전당 행복한대극장          |
| 2010년 | AGAIN MAGIC V SHOW                | 2010년 5월 28일 ~ 29일             | 대전 충남대학교 정심화국제문화회관 정심화홀 |
| 2010년 | AGAIN MAGIC V SHOW                | 2010년 6월 5일 ~ 6일               | 광주 광주5.18문화센터 민주홀                |
| 2010년 | AGAIN MAGIC V SHOW                | 2010년 7월 10일 ~ 11일             | 대구 천마아트센터                           |
| 2010년 | AGAIN MAGIC V SHOW                | 2010년 7월 17일 ~ 18일             | 부산 부산 KBS홀                             |
| 2010년 | AGAIN MAGIC V SHOW                | 2010년 7월 24일 ~ 25일             | 안산 안산문화예술의전당 해돋이극장          |
| 2010년 | THE ILLUSION                      | 2010년 11월 7일 ~ 12월 4일         | 충무아트홀 대극장                           |
| 2010년 | THE ILLUSION                      | 2010년 12월 18일 ~ 19일            | 전주 전북대학교 삼성문화회관                |
| 2010년 | THE ILLUSION                      | 2010년 12월 25일 ~ 26일            | 부산 부산문화회관 대극장                    |
| 2010년 | THE ILLUSION                      | 2010년 12월 31일 ~ 2011년 1월 1일  | 제주 제주국제컨벤션센터 탐라홀              |
| 2011년 | THE ILLUSION                      | 2011년 1월 8일 ~ 9일               | 마산 315아트센터                            |
| 2011년 | THE ILLUSION                      | 2011년 2월 12일 ~ 13일             | 고양 고양 어울림누리 어울림극장             |
| 2011년 | THE ILLUSION                      | 2011년 2월 19일 ~ 20일             | 대전 충남대학교 정심화국제문화회관 정심화홀 |
| 2011년 | THE ILLUSION                      | 2011년 2월 26일 ~ 27일             | 수원 경기도문화의전당 행복한대극장          |
| 2011년 | THE ILLUSION                      | 2011년 3월 12일 ~ 13일             | 군포 군포시문화예술회관 수리홀(대공연장)    |
| 2011년 | THE ILLUSION                      | 2011년 3월 19일 ~ 20일             | 포항 포항문화예술회관 대공연장              |
| 2011년 | THE ILLUSION                      | 2011년 3월 25일 ~ 27일             | 대구 수성아트피아 용지홀                    |
| 2011년 | THE ILLUSION                      | 2011년 4월 9일 ~ 10일              | 인천 인천종합문화예술회관 대공연장          |
| 2011년 | THE ILLUSION                      | 2011년 4월 16일 ~ 17일             | 안동 안동문화예술의전당                     |
| 2011년 | THE ILLUSION                      | 2011년 4월 23일 ~ 24일             | 목포 목포시민문화체육센터 대공연장          |
| 2011년 | THE ILLUSION                      | 2011년 4월 30일 ~ 5월 1일          | 성남 성남아트센터 오페라하우스              |
| 2011년 | THE ILLUSION                      | 2011년 5월 20일 ~ 21일             | 이천 이천아트홀 대공연장                    |
| 2011년 | THE ILLUSION                      | 2011년 6월 17일 ~ 18일             | 하남 하남문화예술회관 대극장(검단홀)        |
| 2011년 | THE ILLUSION                      | 2011년 7월 9일 ~ 10일              | 거제 거제문화예술회관 대극장                |
| 2011년 | THE ILLUSION                      | 2011년 7월 16일 ~ 17일             | 마산 3.15 아트센터 대극장                   |
| 2011년 | THE ILLUSION                      | 2011년 7월 23일 ~ 24일             | 청주 청주예술의전당 대공연장                |
| 2011년 | MAGIC V SHOW ~ 마지막 날의 기적   | 2011년 12월 30일 ~ 31일            | 그랜드힐튼호텔 컨벤션홀                     |
| 2012년 | AGAIN THE ILLUSION                | 2012년 2월 14일 ~ 3월 4일          | 충무아트홀 대극장                           |
| 2012년 | AGAIN THE ILLUSION                | 2012년 3월 17일 ~ 18일             | 대전 충남대학교 정심화국제문화회관 정심화홀 |
| 2012년 | AGAIN THE ILLUSION                | 2012년 3월 31일 ~ 4월 1일          | 천안 천안시청 봉서홀                        |
| 2012년 | AGAIN THE ILLUSION                | 2012년 4월 14일 ~ 15일             | 안산 안산문화예술의전당 해돋이극장          |
| 2012년 | AGAIN THE ILLUSION                | 2012년 5월 5일 ~ 6일               | 전주 전북대학교 삼성문화회관                |
| 2012년 | AGAIN THE ILLUSION                | 2012년 5월 12일 ~ 13일             | 고양 고양아람누리 아람극장                  |
| 2012년 | AGAIN THE ILLUSION                | 2012년 5월 26일 ~ 27일             | 수원 경기도문화의전당 행복한대극장          |
| 2012년 | AGAIN THE ILLUSION                | 2012년 6월 9일 ~ 10일              | 인천 인천종합문화예술회관 대공연장          |
| 2012년 | AGAIN THE ILLUSION                | 2012년 6월 16일 ~ 17일             | 안양 안양아트센터 대공연장 (관악홀)         |
| 2012년 | AGAIN THE ILLUSION                | 2012년 6월 23일 ~ 24일             | 성남 성남아트센터 오페라하우스              |
| 2012년 | AGAIN THE ILLUSION                | 2012년 6월 30일 ~ 7월 1일          | 부산 부산문화회관 대극장                    |
| 2012년 | AGAIN THE ILLUSION                | 2012년 7월 7일 ~ 8일               | 대구 아양아트센터 (구 대구동구문화체육회관) |
| 2012년 | AGAIN THE ILLUSION                | 2012년 7월 21일 ~ 22일             | 김해 김해문화의전당 마루홀                  |
| 2012년 | THE ILLUSION                      | 2012년 11월 10일 ~ 12월 2일        | 블루스퀘어 삼성카드홀                       |
| 2012년 | THE ILLUSION                      | 2012년 12월 15일 ~ 12월 16일       | 김천 김천시문화예술회관 대공연장            |
| 2013년 | THE ILLUSION                      | 2013년 3월 30일 ~ 31일             | 의정부 의정부예술의전당                     |
| 2013년 | THE ILLUSION                      | 2013년 4월 20일 ~ 21일             | 대전 충남대학교 정심화국제문화회관 정심화홀 |
| 2013년 | THE ILLUSION                      | 2013년 5월 11일 ~ 12일             | 천안 천안시청 봉서홀                        |
| 2013년 | THE ILLUSION                      | 2013년 5월 24일 ~ 25일             | 광주 광주 문화스포츠센터 대공연장           |
| 2013년 | THE ILLUSION                      | 2013년 6월 15일 ~ 16일             | 창원 창원 성산아트홀                        |
| 2013년 | MAGIC ＆ ILLUSION                 | 2013년 12월 24일 ~ 25일            | 부산 KBS홀                                  |
| 2014년 | THE ILLUSION                      | 2014년 3월 28일 ~ 30일             | 성남 성남아트센터 오페라하우스              |
| 2014년 | THE ILLUSION                      | 2014년 5월 4일 ~ 5일               | 부산 벡스코 오디토리움                      |
| 2014년 | THE ILLUSION                      | 2014년 6월 21일                    | 진주 경남문화예술회관 대공연장              |
| 2014년 | MAGIC ＆ ILLUSION                 | 2014년 5월 31일 ~ 6월 1일          | 대구 경북대학교 대강당                      |
| 2014년 | MAGIC ＆ ILLUSION                 | 2014년 6월 7일 ~ 8일               | 울산 KBS울산홀                              |
| 2014년 | MAGIC ＆ ILLUSION                 | 2014년 9월 20일 ~ 21일             | 울산 KBS울산홀                              |
| 2014년 | MAGIC ＆ ILLUSION                 | 2014년 12월 6일 ~ 7일              | 대전 충남대학교 정심화국제문화회관 정심화홀 |
| 2014년 | MAGIC ＆ ILLUSION                 | 2014년 12월 24일 ~ 25일            | 대구 아양아트센터 (구 대구동구문화체육회관) |
| 2015년 | THE ILLUSION                      | 2015년 3월 4일 ~ 4월 12일          | 충무아트홀 대극장                           |
| 2015년 | MAGIC & ILLUSION                  | 2015년 10월 31일 ~ 11월 1일        | 김해 김해문화의전당                         |
| 2015년 | MAGIC & ILLUSION                  | 2015년 11월 15일                   | 전주 전북대학교 삼성문화회관                |
| 2015년 | MAGIC & ILLUSION                  | 2015년 11월 21일 ~ 22일            | 성남아트센터 오페라하우스                   |
| 2015년 | MAGIC & ILLUSION                  | 2015년 12월 12일 ~ 13일            | 인천종합문화예술회관 대공연장               |
| 2015년 | MAGIC & ILLUSION                  | 2015년 12월 18일 ~ 20일            | 이천아트홀 대공연장                         |
| 2015년 | MAGIC & ILLUSION                  | 2015년 12월 24일 ~ 26일            | 대구 천마아트센터 그랜드홀                  |

그 외 공연
| 연도   | 타이틀                                                          | 공연일정                              | 장소                                          |
| ------ | --------------------------------------------------------------- | ------------------------------------- | --------------------------------------------- |
| 2002년 | 이은결, 최현우의 크리스마스 MAGIC 콘서트 ~ Magic come true!     | 2002년 12월 21일 ∼ 22일               | 정동 A&C                                      |
| 2003년 | 이은결, 최현우의 Magic Concert ~앵콜공연                        | 2003년 2월 14일 ~ 16일                | 정동 A&C                                      |
| 2006년 | 발렌타인 키스데이 콘서트 파티                                   | 2006년 2월 14일                       | 삼성동 섬유센터 이벤트홀                      |
| 2006년 | 제1회 부산국제매직페스티벌 2006 - 특별 게스트 공연 및 MC        | 2006년 8월 10일 ~ 15일                | 벡스코 1층 전시장                             |
| 2007년 | 제2회 부산국제매직페스티벌 2007 - 특별게스트공연                | 2007년 5월 2일 ~ 6일                  | 벡스코 1층 전시장                             |
| 2007년 | 어린이축제 ‘높빛어린이세상’ 특별공연 - 이은결의 매직V쇼         | 2007년 5월 5일 ~ 6일                  | 고양어울림극장                                |
| 2008년 | 박성식 콘서트 ~ The more we try - 게스트출연                    | 2008년 6월 27일                       | 문화일보홀                                    |
| 2008년 | 제3회 부산국제매직페스티벌 2008 - 총 연출 및 공연 및 MC         | 2008년 8월 8일 ~ 12일                 | 해운대 해수욕장 야외특설무대, 벡스코 컨벤션홀 |
| 2009년 | 릴레이 콘서트 윈터가든 : 봄여름가을겨울 - 게스트출연            | 2009년 12월 24일 ~ 26일               | 영등포타임스퀘어 CGV아트홀                    |
| 2009년 | 꿈의 숲 겨울이야기 동감 - 이은결의 Magic on Stage               | 2009년 12월 26일 ~ 27일               | 꿈의 숲 아트센터 퍼포먼스홀                   |
| 2010년 | 페스티벌 봄 2010 - 시네매지션                                   | 2010년 4월 26일 ~ 27일                | 서강대 메리홀                                 |
| 2011년 | 이은결 사단의 팝매직 콘서트 ESCAPE - 연출                       | 2011년 9월 2일 ~ 10월 3일             | CGV신한카드아트홀(구 CGV팝아트홀)             |
| 2011년 | 손범수 진양혜의 토크 콘서트 시즌2 - 특별출연                    | 2011년 9월 17일                       | 예술의전당 리사이틀홀                         |
| 2012년 | 2012 개나소나 콘서트 - 특별출연                                 | 2012년 7월 28일                       | 청도 야외공연장                               |
| 2013년 | 이은결 Just Magic Concert                                       | 2013년 5월 5일                        | 서울 쉐라톤 그랜드 워커힐 호텔 비스타홀       |
| 2013년 | 이은결사단 이스케이프 매직콘서트 - 특별출연                     | 2013년 7월 27일 ~ 28일                | 소공동 롯데호텔 크리스탈볼룸                  |
| 2013년 | 윤하 단독공연 No Limit - 게스트 출연                            | 2013년 8월 24일                       | 롯데카드 아트센터                             |
| 2013년 | 이은결 Just Magic Concert                                       | 2013년 9월 20일 ~ 22일                | 소공동 롯데호텔 크리스탈볼룸                  |
| 2013년 | 이은결의 메타 일루션                                            | 2013년 11월 29일                      | 서울시립 북서울미술관 다목적홀                |
| 2014년 | 페스티벌 봄 2014 렉쳐 퍼포먼스 - 로베르트 후댕 <디렉션>         | 2014년 3월 14일 ~ 4월 13일 (4월 10일) | 대림미술관 프로젝트 스페이스                  |
| 2014년 | NJP 위켄드 라이브 렉쳐 퍼포먼스 - 이은결 × 에릭 디미슨 <디렉션> | 2014년 10월 11일 ~ 12일               | 백남준 아트센터                               |
| 2014년 | 이은결 프로젝트 팝매직콘서트 이스케이프 - 프로듀서              | 2014년 11월 4일 ~ 12월 7일            | MBC 삼주아트홀                                |
| 2014년 | 월드클래스 매지션 – 연출                                        | 2014년 12월 10일 ~ 2015년 1일 11일    | MBC 삼주아트홀                                |
| 2014년 | MAGIC ＆ ILLUSION                                               | 2014년 12월 14일                      | 천안예술의전당 대공연장                       |
| 2015년 | 페스티벌 봄 2015 멜리에스 일루션 – 프롤로그 –                   | 2015년 4월 18일 ~ 19일                | 구로아트밸리 예술극장                         |
| 2015년 | 이은결의 포스트 모던 매직                                       | 2015년 4월 25일                       | 연천수레울아트홀 대공연장                     |
| 2015년 | 월요일 N콘서트                                                  | 2015년 6월 22일                       | 충무아트홀 중극장 블랙                        |
| 2015년 | MAGIC & ILLUSION                                                | 2015년 5월 2일 ~ 3일                  | 구미 구미시문화예술회관 대공연장              |
| 2015년 | H festival MAGIC & ILLUSION                                     | 2015년 9월 5일                        | 용인포은아트홀                                |
| 2015년 | MAGIC & ILLUSION                                                | 2015년 9월 12일                       | 익산 익산예술의전당 대공연장                  |

### 해외 공연
2001년
- 일본/도쿄 MAGICIAN NIGHT(일본 마술인의 밤) - 특별 게스트 공연

2003년
- 일본/나고야 S.A.M Japan (일본 S.A.M 컨벤션) - 특별 게스트 공연
- 프랑스/파리 LES MANDRAKES D’OR (“멘드레이크”매직 페스티벌) - 초청공연
- 이탈리아/아바노 CONGRESSO ANNUALE INTERNAZIONALE - 특별 게스트 공연
- 중국/상하이 The Shanghai Magic Festival- 특별 게스트 공연

2004년
- 미국/보스톤 Hank Lee’s Cape Cod Magic Conclave - 특별 게스트 공연
- 호주/멜버른 Australian Convention of Magicians - 특별 게스트 공연 및 강연

2005년
- 싱가폴 IF MAGIC (국제 매직페스티벌) - 심사 위원 및 특별 게스트 공연
- 프랑스/파리 Le Plus Grand Cabaret du Monde - 초청 공연
- 미국/헐리우드 Academy of Magical Arts의 연례 마술 행사 - 오프닝 공연
- 일본/나고야 UGM Convention (UGM 켄벤션) - 특별 게스트 공연 및 강연

2006년
- 스페인/비토리아 MAGIALDIA 2006(스페인 매직 컨벤션) - 특별 게스트 공연 및 강연

2007년
- 미국/라스베가스 World's Greatest Magic Show - 초청 공연
- 슬로바키아/브라티슬라바 Magic Festival In Bratislava - 특별 게스트 공연
- 프랑스/파리 YEOSU E.X.P.O “KOREA NIGHT”- 초청 공연

2009년
- 중국/베이징 FISM 2009 Beijing - 스페셜 게스트 공연
- 중국/베이징 월드 베스트 매지션 - 공연
- 일본/요코하마 - 시네매지션(미디어아트 정연두 작가 협업작)
- 미국/뉴욕 아시아 소사이어티(Asia Society)극장 - 시네매지션(미디어아트 정연두 작가 협업작)

2010년
- 미국/뉴욕 아시아 소사이어티(Asia Society)극장 - 시네매지션(미디어아트 정연두 작가 협업작)
- 일본/히로시마 히로시마시극장 (Hiroshima city museum) - 시네매지션(미디어아트 정연두 작가 협업작)

2011년
- 그리스/아테네 2011 스페셜 하계올림픽 - 특별 초청 공연

2013년
- 일본/나고야 UGM MAGIC CONVENTION 2013 갈라쇼 게스트 공연

2015년
- 미국/헐리우드 Academy of Magical Arts의 연례 마술 행사 - 오프닝 공연
- 이탈리아/리미니 FISM ITALY 2015 - 파이널갈라쇼 연출 및 공연 MC

2016년
- 프랑스/파리 테아트르 드 라 빌(파리 시립극장, Théâtre de la Ville), 2016년 1월 12일 ~ 16일 - 렉처퍼포먼스 《Direction》

## 활동 내역

### 방송
- 별난행운 인생대역전 - (SBS, 2001년)
- 폭소클럽 1 - 이은결의 매직투나잇 (KBS2, 2002년)
- M4U (KMTV, 2002년) - VJ
- 생방송 뮤직Q (KMTV, 2002년) - VJ
- 추석특집 이은결의 매직 콘서트 (KBS2, 2004년 9월 29일)
- 추석특집 이은결의 매직 V쇼 (KBS2, 2006년 10월 5일)
- 김미화의 U (SBS, 2006년)
- 강심장 (SBS, 2009년)
- 쿠라베루 쿠라베라 (일본 MBS, 2011년)
- 뉴스&이슈 - 이슈앤피플 (YTN, 2011년 4월 27일 수요일)
- 세바퀴 (MBC, 2011년)
- 스토리텔링 매직쇼 (채널A, 2011년) - MC
- 낭독의 발견 (KBS1, 2011년)
- 이은결 김원준의 TOP 매직 (채널A, 2012년) - MC
- 승부의 신 (MBC, 2012년)
- 스타특강쇼 (TvN, 2012년)
- 댄싱 위드 더 스타 시즌3 (MBC, 2013년)
- 더 지니어스: 룰 브레이커 (tvN, 2013년)
- 1 대 100 (KBS2, 2013년)
- 2013 춘지에완후이(春節晩會•춘완) (후난위성TV, 2013년)
- 2014 춘지에완후이(春節晩會•춘완) (상하이 동방TV, 2014년)
- 대마술사(大魔术师) (중국CCTV-3, 2014년)
- 2015 CCTV 왕러춘완 (CCTV, 2015년)
- 문제적남자 (TvN, 2015년)
- 나 혼자 산다 (MBC, 2015년)
- 마이 리틀 텔레비전(MBC, 2015년)
- 대국민 토크쇼 안녕하세요 (KBS2, 2015년)
- 현장토크쇼 택시 (TvN, 2015년)
- 강연 100℃ (KBS1, 2015년)
- 마녀사냥 (JTBC, 2015년)
- 트릭 & 트루 (KBS2, 2016년)
- 김제동의 톡투유 - 걱정 말아요! 그대 (JTBC, 2016년)
- 은밀하게 위대하게 (MBC, 2017년)
- 비정상회담(JTBC,2017년)
- 뇌섹시대 - 문제적 남자(tvN,2018년,2019년)
- 무엇이든 물어보살(KBS Joy,2019년)
- 황금어장 라디오스타(MBC,2020년)
- 사장님 귀는 당나귀 귀(KBS2.2023년)

### 드라마
- 《응급남녀》 (tvN, 2014년) - 이은결 역 (특별출연)
- 《지금부터, 쇼타임!》 (MBC, 2022년) - 이은결 역 (특별출연)

### 광고
- KT&G (2003년)
- 교촌치킨 (2004년)
- 인텔 울트라북 컨버터블 (2013년)
- 피자마루 (2019년)

### 마술 연출

#### 영화
- 오버 더 레인보우 (2002년) - 지도, 자문
- 울랄라 씨스터즈 (2002년) - 지도, 자문
- 튜브 (2003년) - 지도, 자문

#### 뮤지컬
- 미녀는 괴로워 (2011년) - 매직디렉터
- 카르멘 (2013년) – 매직디렉터
- 뮤직쇼 웨딩 (2013년) – 매직디렉터

### 저서
- 세계제일의 마술사 이은결의 눈으로 배우는 마술책 (2002년, 넥서스)
- 이은결의 신나는 키즈매직 (2003년, 웅진싱크빅)

## 수상 내역
- 2001년 1월 일본 나고야시/ 월드 매직 세미나 재팬 (UGM) : 1위
- 2002년 4월 남아프리카 공화국 케이프타운/ SA 매직 챔피언십 : 대상 수상, 매니퓰레이션 1등상
- 2002년 7월 미국/ S.A.M 컨벤션 3관왕 : 100주년 기념상, 관객상, 1등상
- 2003년 1월 미국 라스베이거스/ 지그프리드 & 로이의 월드매직세미나 인 라스베이거스 : 황금사자상
- 2003년 7월 네덜란드 헤이그/ FISM 2003 : 종합 2위, 매니퓰레이션 부문 2위
- 2003년 10월 프랑스 파리/ 매직페스티벌 : 매직 발전기여 공로상(Les Mandrakes d'or)
- 2005년 2월 싱가포르/ 싱가포르 국제 매직 페스티벌 : 공로상
- 2006년 8월 스웨덴 스톡홀름/ FISM 2006 2관왕 : 제너럴매직부문 1위, 라스베이거스 특별상
- 2011년 8월/ 멀린어워드 (IMS) : 베스트일루전

## 같이 보기
- 이스케이프